# Александрия (Саратовская область)
Александрия — село в Ершовском районе Саратовской области, в составе сельского поселения Перекопновское муниципальное образование.

## География
Село расположено на левом берегу реки Малый Узень примерно в 32 км по прямой в юго-западном направлении от города Ершова (41 км по автодорогам).
Население — 151 (2010)

## История
Основано в 1885 г. переселенцами из города Александрия Херсонской губернии.По другой, более вероятной, версии свое название получила вследствие переселения крестьян из деревень Александрии и Эмилиендорф Жуковской волости Спасского уезда Tамбовской губернии в 1886 г.. Некоторые фамилии из переселившихся: Спирин, Кузнецов, Щекотуров, Арешин (Орешин), Пылайкин, Рыжов, Мотин, Дворецкий (Дворецков), Егоров, Корнеев, Малянов, Степин, Кашинков (Кашников), Кузин.
Согласно Списку населённых мест Самарской губернии по сведениям за 1889 год переселенческая деревня Александрия относилась к Новотроицкой волости Новоузенского уезда. В деревне проживало около 400 жителей
В 1900 г. была эпидемия сибирской язвы.
Не позднее 1910 года Александрия была включена в состав Краснянской волости. Согласно Списку населённых мест Самарской губернии 1910 года деревня относилась к Краснянской волости, здесь проживало 269 мужчин и 262 женщины, село населяли преимущественно русские, православные, в селе имелись школа грамотности, 2 ветряные мельницы.
В 1919 году в составе Новоузенского уезда Александрия включена в состав Саратовской губернии.

## Население
Динамика численности населения по годам:
| Годы      | 1889 | 1910 | 2002 |
| --------- | ---- | ---- | ---- |
| Население | 408  | 531  | 231  |

| 2002 | 2010 |
| ---- | ---- |
| 229  | ↘151 |

## Известные жители
- Спирин, Василий Романович (1926—1992) — участник Великой Отечественной войны, Герой Советского Союза (1944).